# Statistiky slovenských hráčů v NHL

## Top 20 nejlepších slovenských hokejistů v základní části NHL

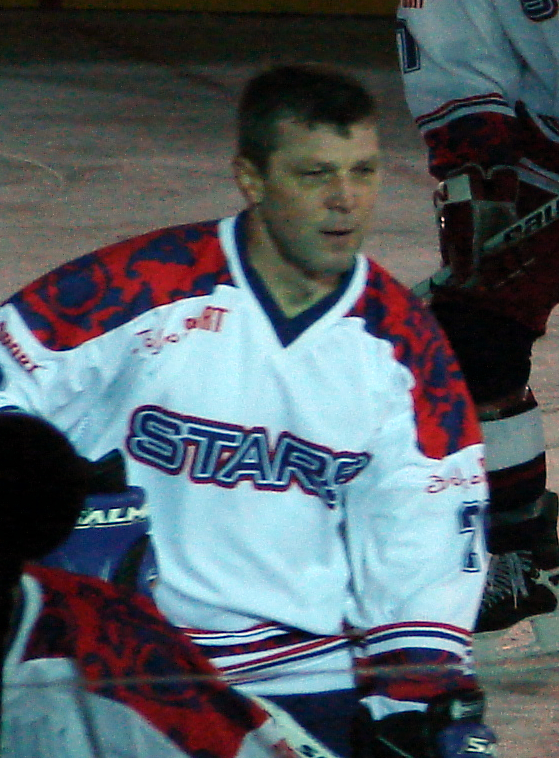
Peter Šťastný Nejvíce asistencí v základní části 789 asistencí
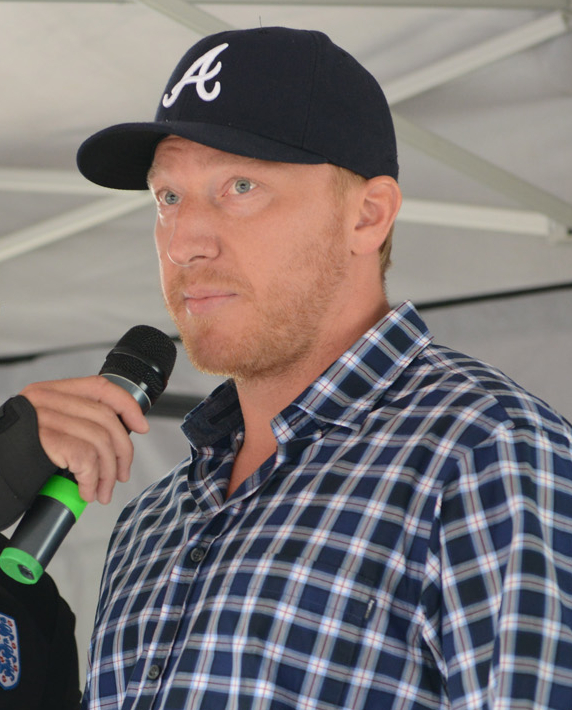
Marián Hossa Nejvíce asistencí v základní části 609 asistencí
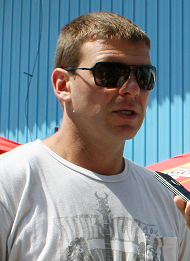
Jozef Stümpel Nejvíce asistencí v základní části 481 asistencí

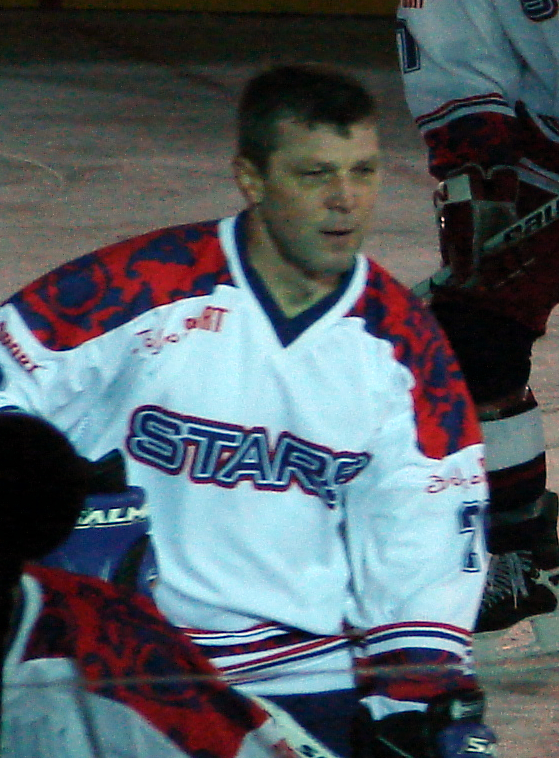
Peter Šťastný Nejvíce kanadských bodů v základní části 1239 bodů
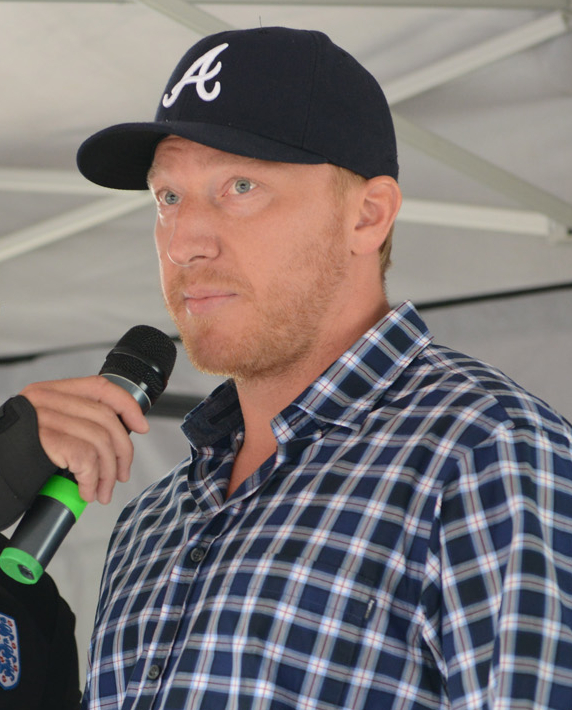
Marián Hossa Nejvíce kanadských bodů v základní části 1134 bodů
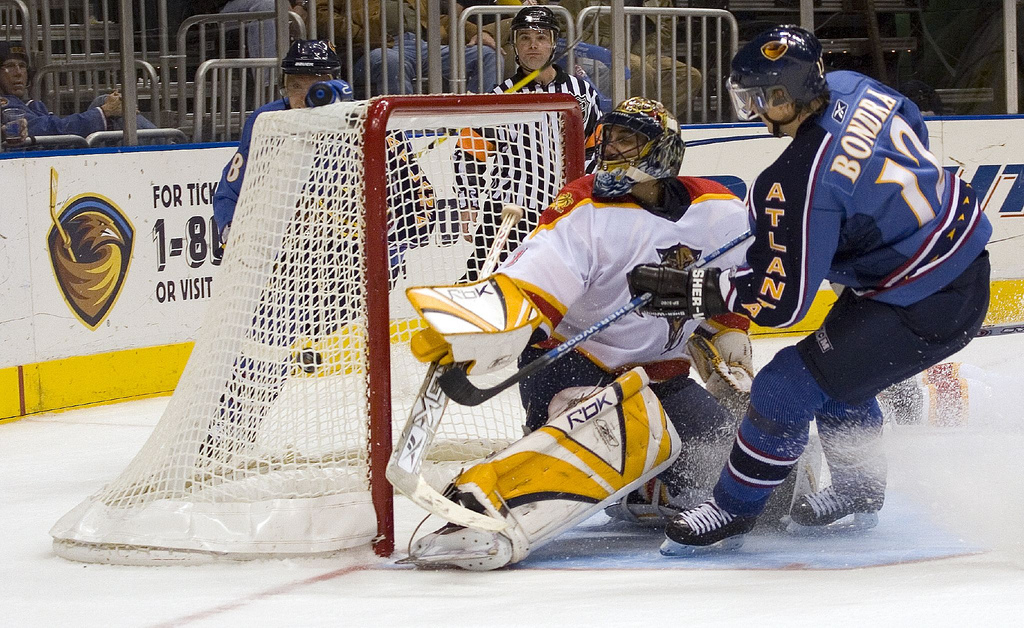
Peter Bondra Nejvíce kanadských bodů v základní části 892 bodů

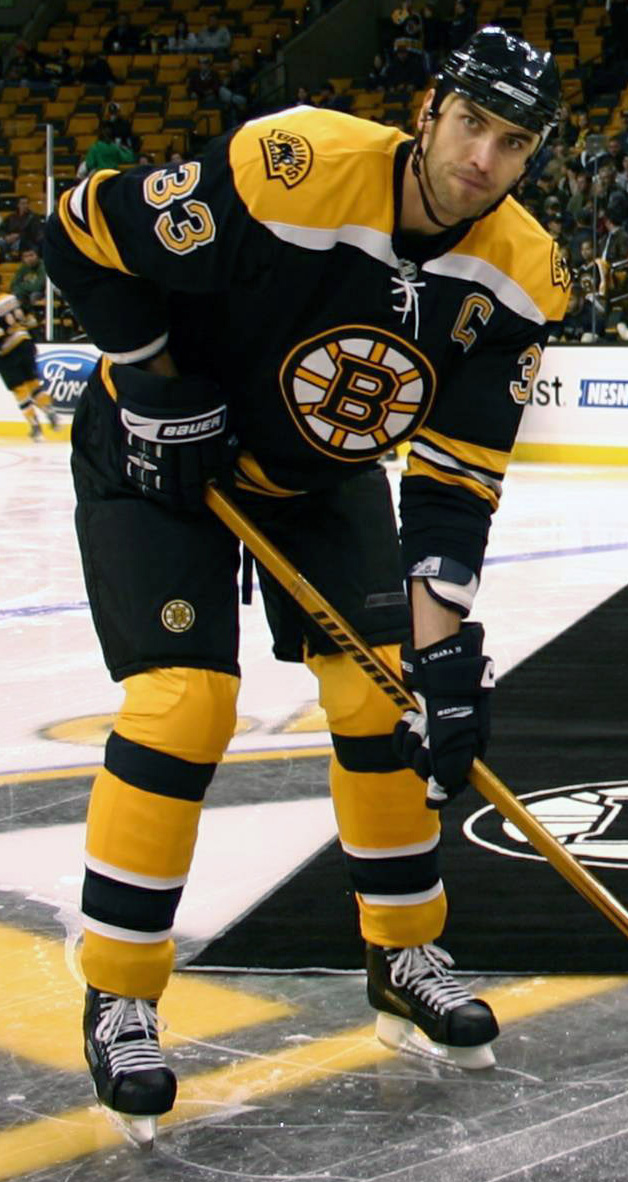
Zdeno Chára Počet zápasů v základní části 1423 zápasů
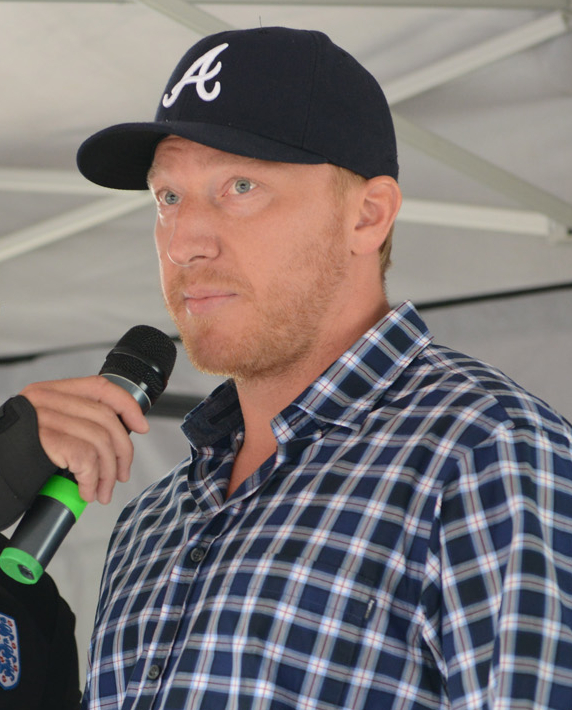
Marián Hossa Počet zápasů v základní části 1309 zápasů
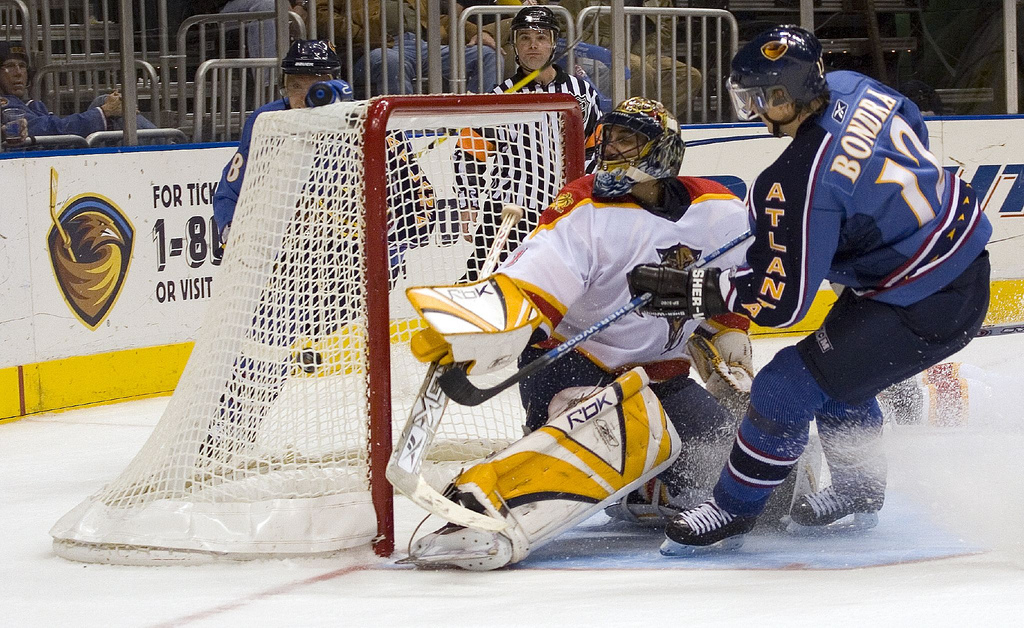
Peter Bondra Počet zápasů v základní části 1081 zápasů

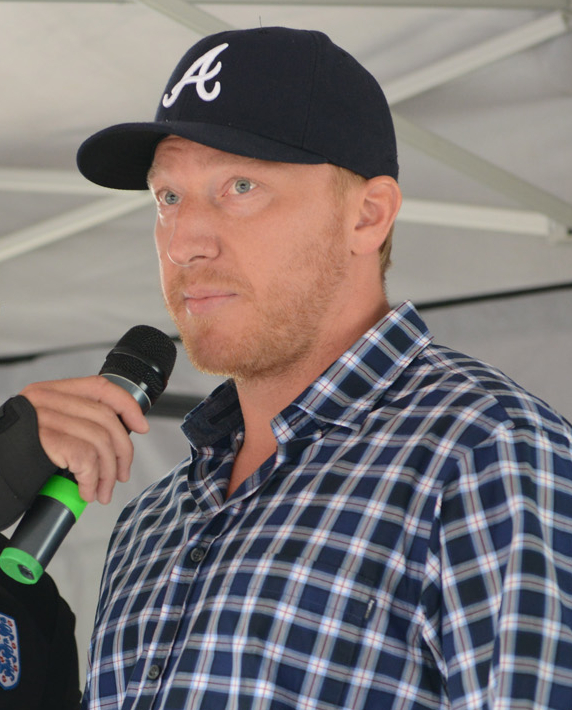
Marián Hossa Nejvíce branek v základní části 525 branek
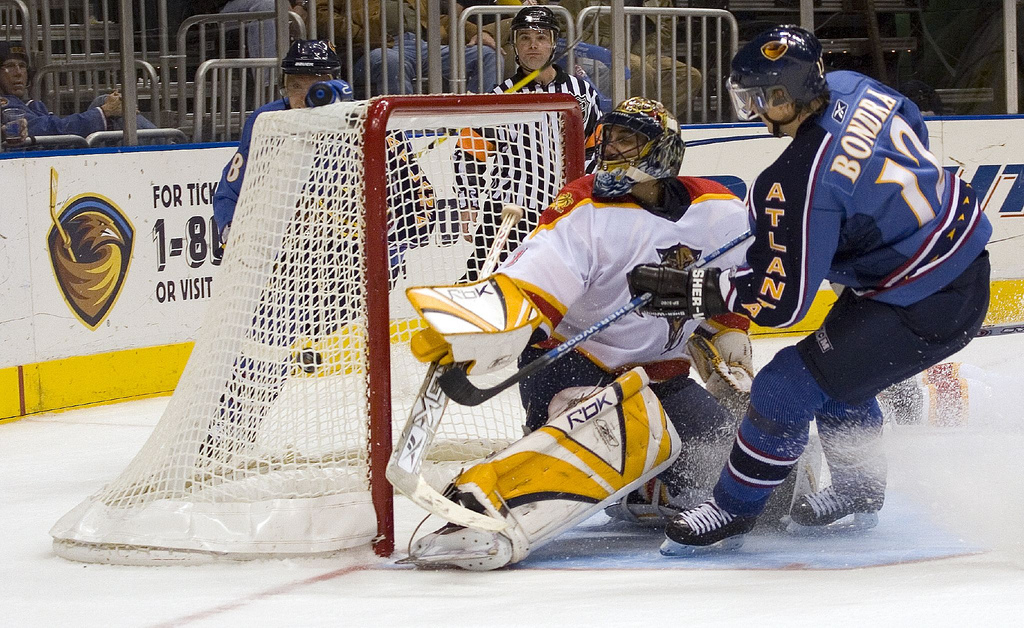
Peter Bondra Nejvíce branek v základní části 503 branek
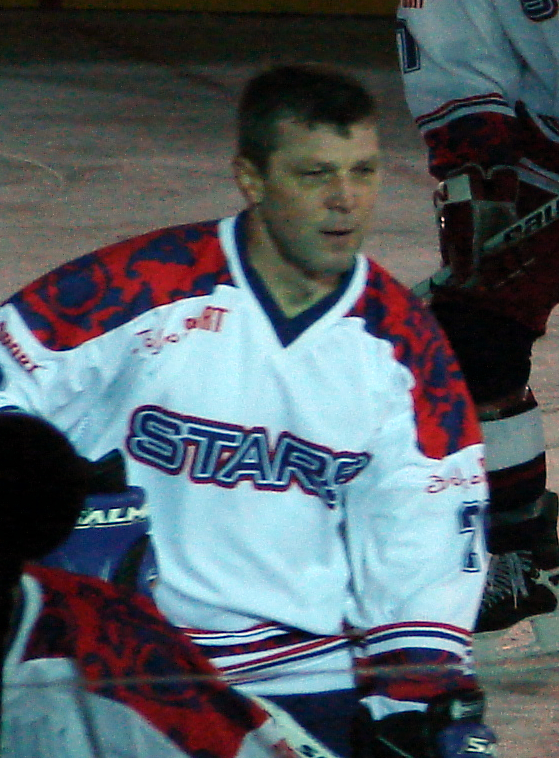
Peter Šťastný Nejvíce branek v základní části 450 branek

- Peter Šťastný 
 Nejvíce asistencí v základní části
 789 asistencí
- Marián Hossa 
 Nejvíce asistencí v základní části
 609 asistencí
- Jozef Stümpel 
 Nejvíce asistencí v základní části
 481 asistencí

- Peter Šťastný 
 Nejvíce kanadských bodů v základní části
 1239 bodů
- Marián Hossa 
 Nejvíce kanadských bodů v základní části
 1134 bodů
- Peter Bondra 
 Nejvíce kanadských bodů v základní části 892 bodů

- Tučně = stále akivní v NHL

| Pořadí | Hráč              | Post | Počet zápasů | Branky | Asistence | Body        | +/- | +    | -   | TM  |     |     |     |     |      |
| ------ | ----------------- | ---- | ------------ | ------ | --------- | ----------- | --- | ---- | --- | --- | --- | --- | --- | --- | ---- |
| Pořadí | Hráč              | Post | Počet zápasů | Branky | 1         | Zdeno Chára | O   | 1423 | 194 | 434 | 628 | 240 | 282 | 230 | 1839 |
| 2      | Marián Hossa      | Ú    | 1309         | 525    | 609       | 1134        | 245 | 144  | 110 | 628 |     |     |     |     |      |
| 3      | Peter Bondra      | Ú    | 1081         | 503    | 389       | 892         | 74  | 0    | 0   | 761 |     |     |     |     |      |
| 4      | Miroslav Šatan    | Ú    | 1050         | 363    | 372       | 735         | 20  | 0    | 0   | 464 |     |     |     |     |      |
| 5      | Marián Gáborík    | Ú    | 1035         | 407    | 408       | 815         | 94  | 122  | 124 | 492 |     |     |     |     |      |
| 6      | Michal Handzuš    | Ú    | 1009         | 185    | 298       | 483         | 14  | 0    | 0   | 498 |     |     |     |     |      |
| 7      | Peter Šťastný     | Ú    | 977          | 450    | 789       | 1239        | -12 | 0    | 0   | 824 |     |     |     |     |      |
| 8      | Jozef Stümpel     | Ú    | 957          | 196    | 481       | 677         | 47  | 0    | 0   | 245 |     |     |     |     |      |
| 9      | Ľubomír Višňovský | O    | 883          | 128    | 367       | 495         | 40  | 42   | 45  | 373 |     |     |     |     |      |
| 10     | Pavol Demitra     | Ú    | 847          | 304    | 464       | 768         | 124 | 0    | 0   | 284 |     |     |     |     |      |
| 11     | Richard Zedník    | Ú    | 745          | 200    | 179       | 379         | -16 | 0    | 0   | 563 |     |     |     |     |      |
| 12     | Žigmund Pálffy    | Ú    | 684          | 329    | 384       | 713         | 83  | 0    | 0   | 322 |     |     |     |     |      |
| 13     | Andrej Sekera     | O    | 683          | 45     | 187       | 232         | -9  | 175  | 194 | 172 |     |     |     |     |      |
| 14     | Róbert Švehla     | O    | 655          | 68     | 267       | 335         | -5  | 0    | 0   | 649 |     |     |     |     |      |
| 15     | Anton Šťastný     | Ú    | 650          | 252    | 384       | 636         | 13  | 0    | 0   | 150 |     |     |     |     |      |
| 16     | Andrej Meszároš   | O    | 645          | 63     | 175       | 238         | 25  | 39   | 52  | 457 |     |     |     |     |      |
| 17     | Tomáš Kopecký     | Ú    | 578          | 68     | 106       | 174         | -54 | 11   | 30  | 307 |     |     |     |     |      |
| 18     | Radoslav Suchý    | O    | 451          | 13     | 58        | 71          | 23  | 0    | 0   | 104 |     |     |     |     |      |
| 19     | Ladislav Nagy     | Ú    | 435          | 115    | 196       | 311         | 35  | 0    | 0   | 358 |     |     |     |     |      |
| 20     | Milan Jurčina     | O    | 430          | 22     | 59        | 81          | -28 | 0    | 0   | 280 |     |     |     |     |      |

## Top 20 nejlepších slovenských hokejistů v play off NHL

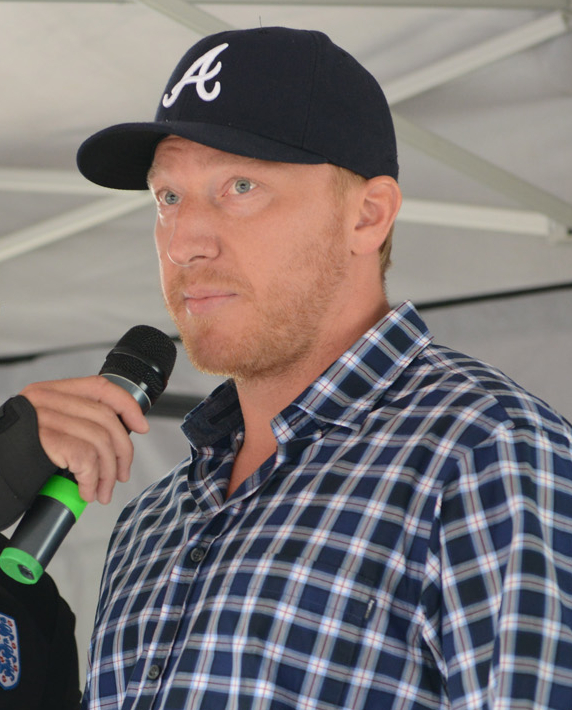
Marián Hossa Nejvíce asistencí v play off 97 asistencí
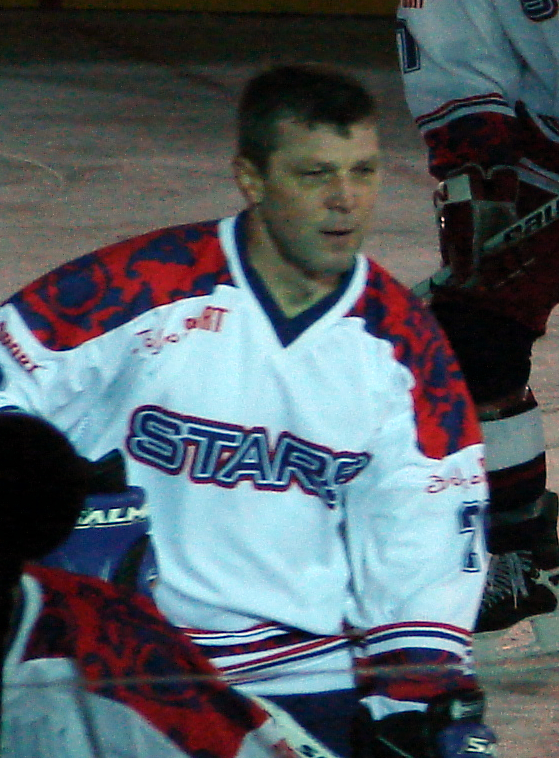
Peter Šťastný Nejvíce asistencí v play off 72 asistencí
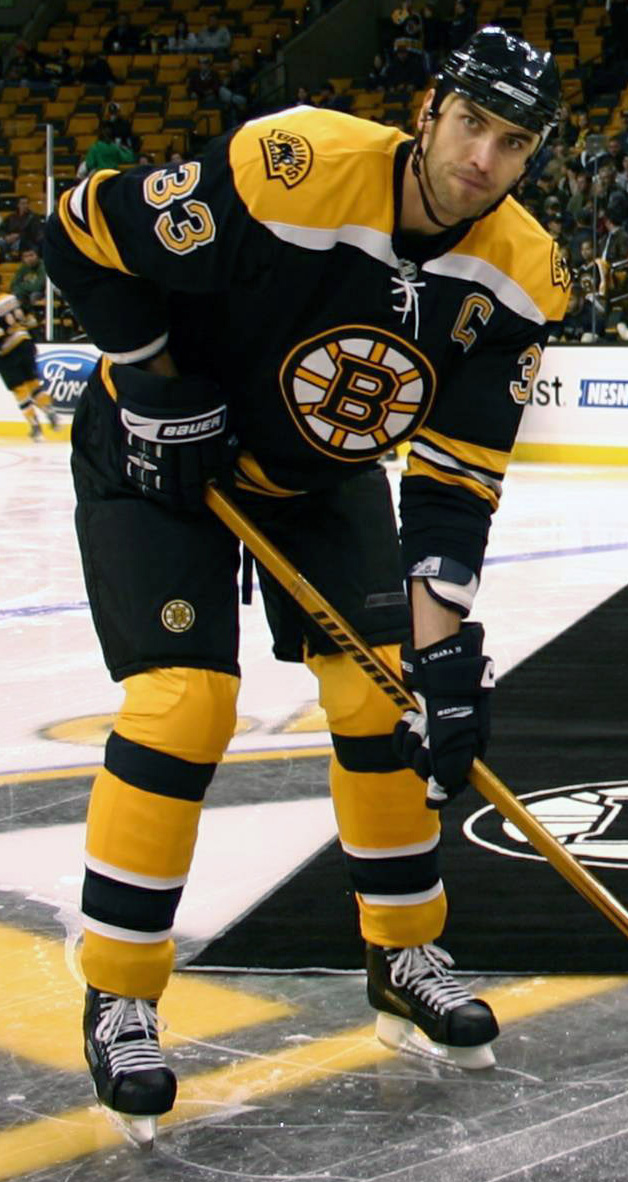
Zdeno Chára Nejvíce asistencí v play off 46 asistencí

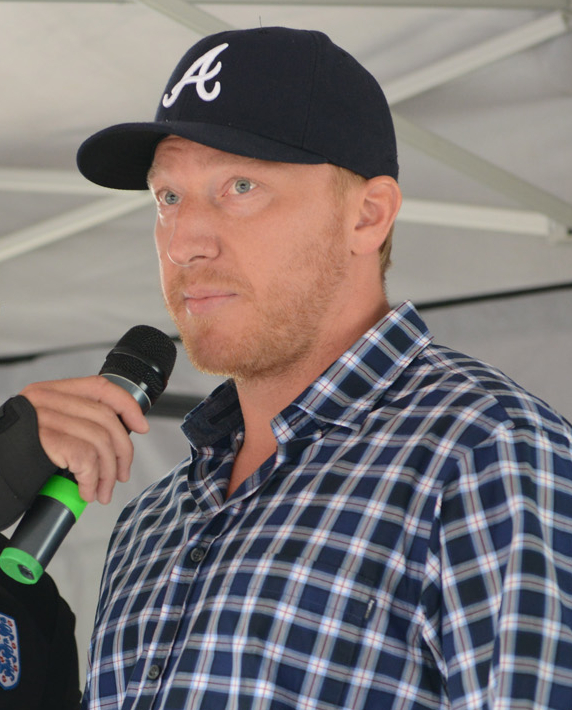
Marián Hossa Nejvíce kanadských bodů v play off 149 bodů
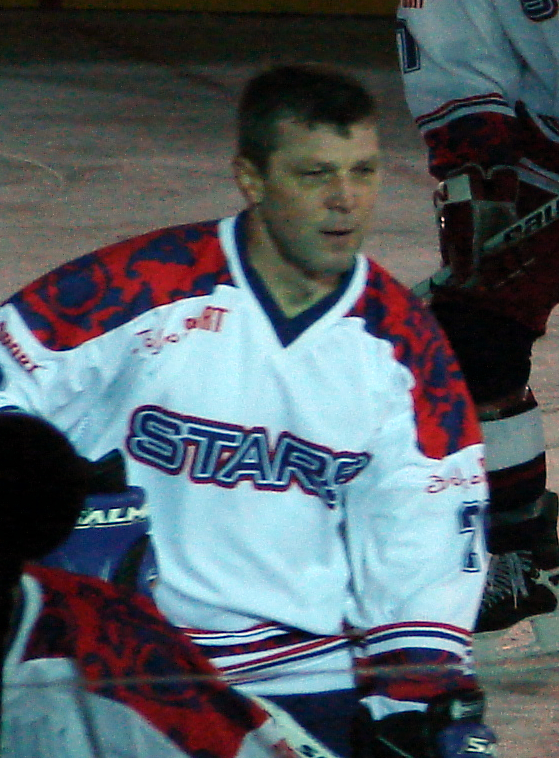
Peter Šťastný Nejvíce kanadských bodů v play off 105 bodů
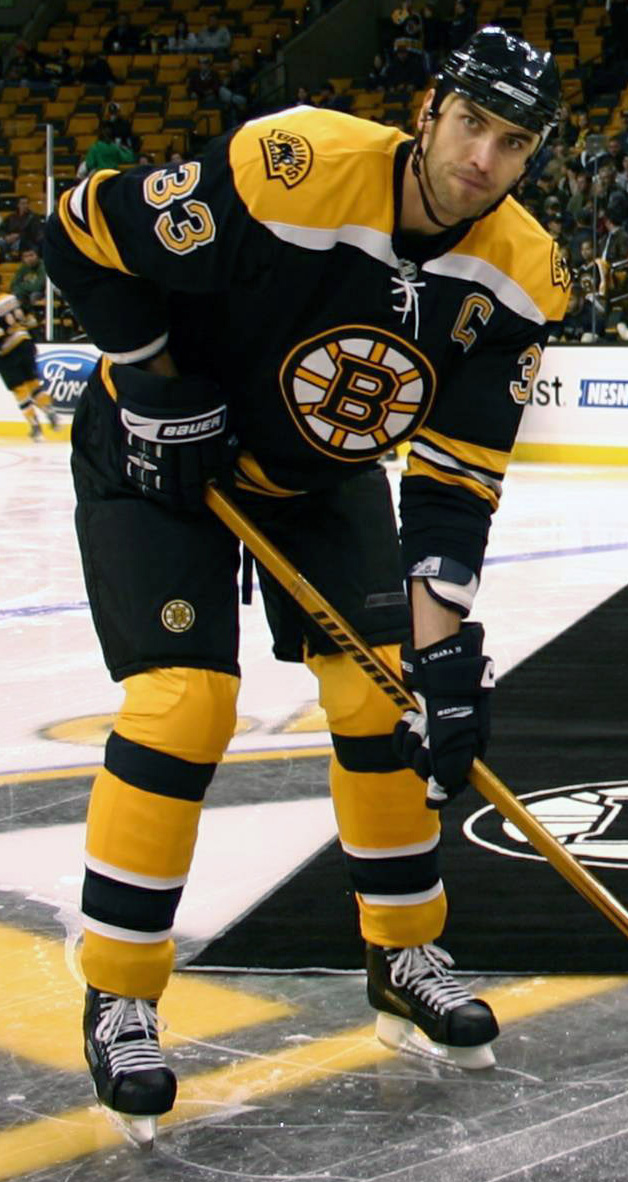
Zdeno Chára Nejvíce kanadských bodů v play off 62 bodů

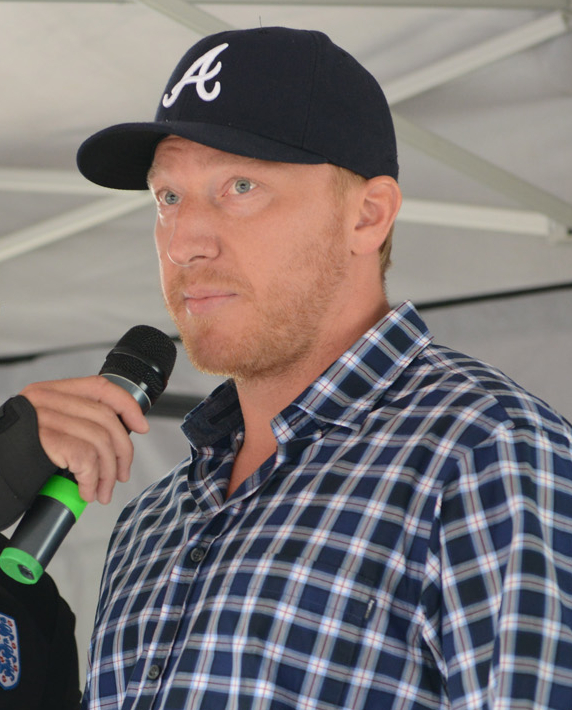
Marián Hossa Počet zápasů v play off 205 zápasů
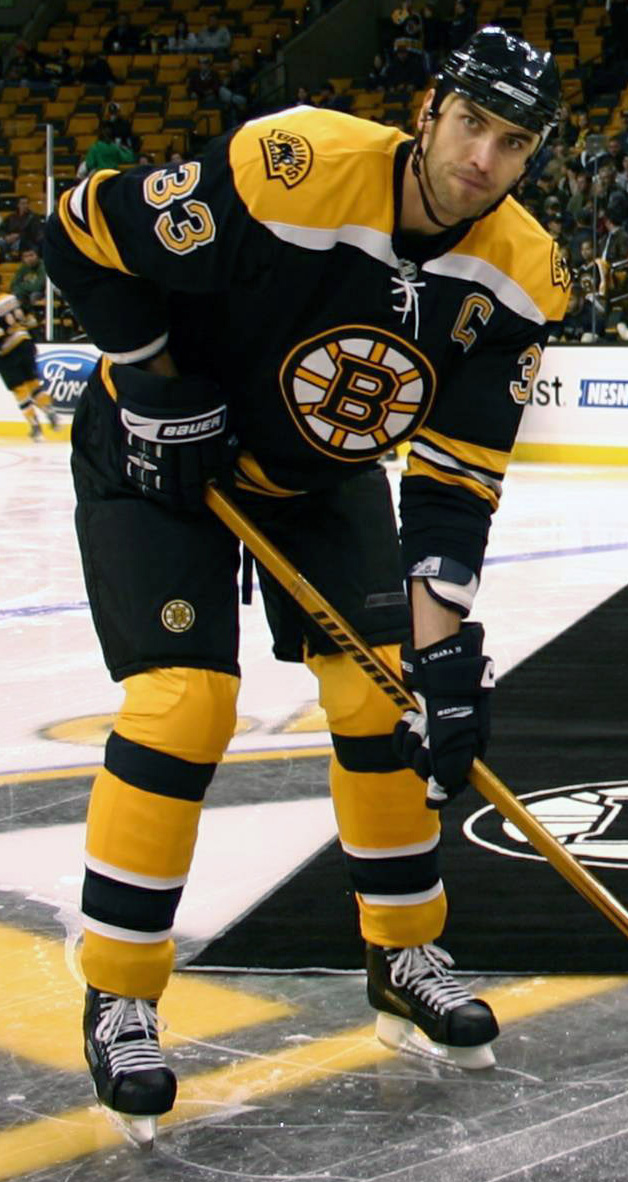
Zdeno Chára Počet zápasů v play off 159 zápasů
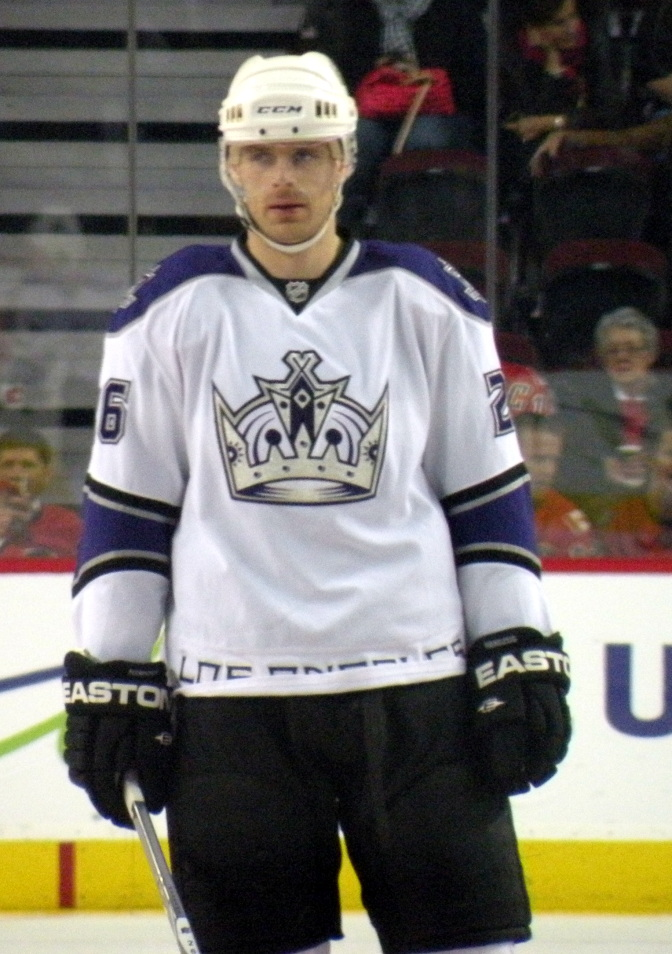
Michal Handzuš Počet zápasů v play off 116 zápasů

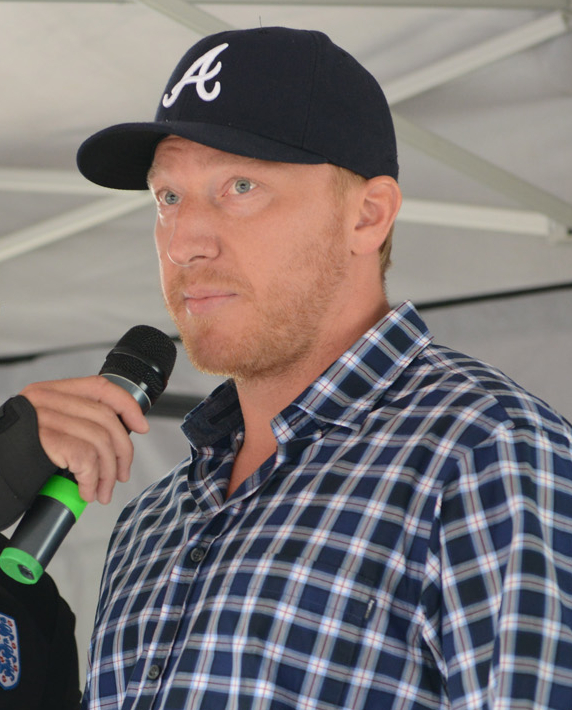
Marián Hossa Nejvíce branek v play off 52 branek
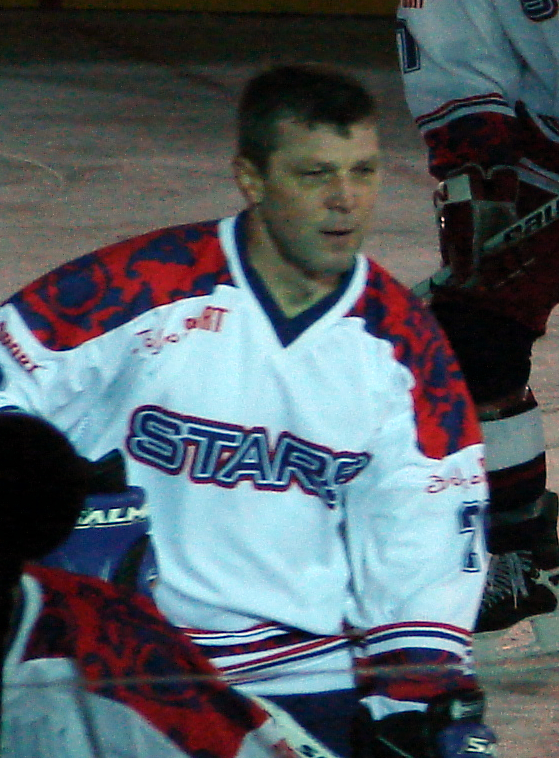
Peter Šťastný Nejvíce branek v play off 33 branek
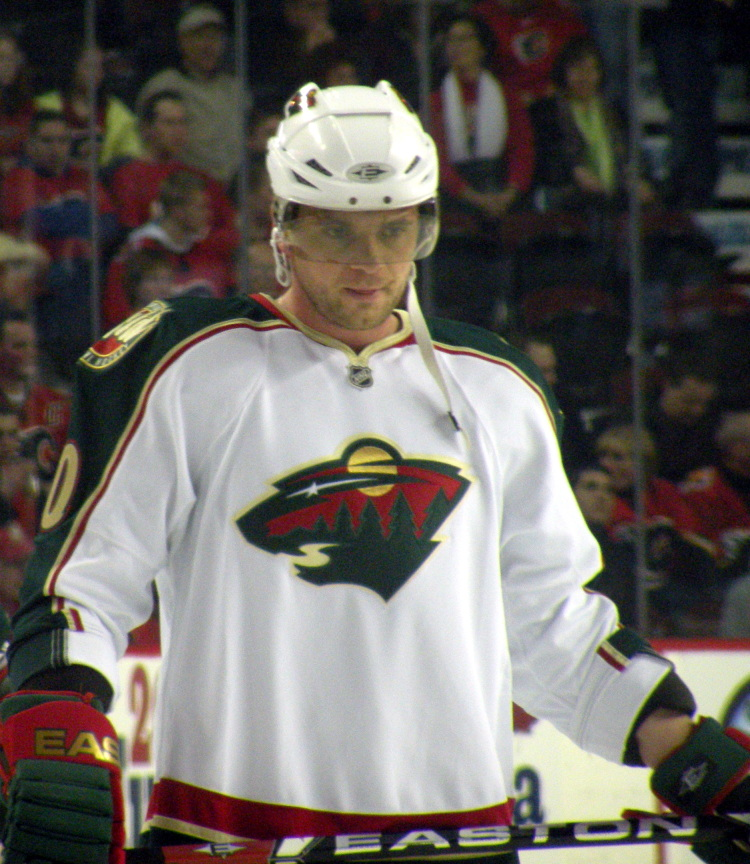
Marián Gáborík Nejvíce branek v play off 32 branek

- Marián Hossa 
 Nejvíce asistencí v play off
 97 asistencí
- Peter Šťastný 
 Nejvíce asistencí v play off
 72 asistencí
- Zdeno Chára 
 Nejvíce asistencí v play off
 46 asistencí

- Marián Hossa 
 Nejvíce kanadských bodů v play off
 149 bodů
- Peter Šťastný 
 Nejvíce kanadských bodů v play off
 105 bodů
- Zdeno Chára 
 Nejvíce kanadských bodů v play off
 62 bodů

- Tučně = stále akivní v NHL

| Pořadí | Hráč               | Post | Počet zápasů | Branky | Asistence | Body         | +/- | +   | -  | TM  |     |    |    |    |    |
| ------ | ------------------ | ---- | ------------ | ------ | --------- | ------------ | --- | --- | -- | --- | --- | -- | -- | -- | -- |
| Pořadí | Hráč               | Post | Počet zápasů | Branky | 1         | Marián Hossa | Ú   | 205 | 52 | 97  | 149 | 25 | 24 | 21 | 95 |
| 2      | Zdeno Chára        | O    | 159          | 16     | 46        | 62           | 41  | 16  | 12 | 192 |     |    |    |    |    |
| 3      | Michal Handzuš     | Ú    | 116          | 16     | 30        | 46           | -6  | 0   | 0  | 52  |     |    |    |    |    |
| 4      | Pavol Demitra      | Ú    | 94           | 23     | 36        | 59           | 3   | 0   | 0  |     |     |    |    |    |    |
| 5      | Peter Šťastný      | Ú    | 93           | 33     | 72        | 105          | 0   | 0   | 0  | 123 |     |    |    |    |    |
| 6      | Miroslav Šatan     | Ú    | 86           | 21     | 33        | 54           | 4   | 0   | 0  | 41  |     |    |    |    |    |
| 7      | Marián Gáborík     | Ú    | 84           | 32     | 26        | 58           | 10  | 2   | 0  | 30  |     |    |    |    |    |
| 8      | Peter Bondra       | Ú    | 80           | 30     | 26        | 56           | 0   | 0   | 0  | 60  |     |    |    |    |    |
| 9      | Anton Šťastný      | Ú    | 66           | 20     | 32        | 52           | 0   | 0   | 0  | 31  |     |    |    |    |    |
| 10     | Jozef Stümpel      | Ú    | 55           | 6      | 24        | 30           | 0   | 0   | 0  | 24  |     |    |    |    |    |
| 11     | Andrej Meszároš    | O    | 50           | 4      | 13        | 17           | -1  | 0   | 0  | 46  |     |    |    |    |    |
| 12     | Richard Zedník     | Ú    | 48           | 16     | 10        | 26           | 8   | 0   | 0  | 41  |     |    |    |    |    |
| 13     | Róbert Švehla      | O    | 38           | 1      | 14        | 15           | 0   | 0   | 0  | 42  |     |    |    |    |    |
| 14     | Tomáš Kopecký      | Ú    | 37           | 5      | 3         | 8            | -2  | 0   | 0  | 25  |     |    |    |    |    |
| 15     | Marián Šťastný     | Ú    | 32           | 5      | 17        | 22           | 0   | 0   | 0  | 7   |     |    |    |    |    |
| 16     | Branko Radivojevič | Ú    | 31           | 2      | 1         | 3            | 0   | 0   | 0  | 36  |     |    |    |    |    |
| 17     | Ľubomír Višňovský  | O    | 28           | 0      | 8         | 8            | 5   | 5   | 0  | 4   |     |    |    |    |    |
| 18     | Peter Ihnačák      | Ú    | 28           | 4      | 10        | 14           | 0   | 0   | 0  | 25  |     |    |    |    |    |
| 19     | Žigmund Pálffy     | Ú    | 24           | 9      | 10        | 19           | 0   | 0   | 0  | 8   |     |    |    |    |    |
| 20     | Tomáš Tatar        | Ú    | 23           | 4      | 4         | 8            | -5  | 6   | 8  | 12  |     |    |    |    |    |

## Nejlepší brankáři slovenska v základní části NHL
- Tučně = stále akivní v NHL

| Pořadí | Hráč        | Post | Počet zápasů | Čas na ledě | Obdržené branky | Počet zásahů   |   |     |       |      |       |
| ------ | ----------- | ---- | ------------ | ----------- | --------------- | -------------- | - | --- | ----- | ---- | ----- |
| Pořadí | Hráč        | Post | Počet zápasů | Čas na ledě | 1               | Jaroslav Halák | B | 449 | 25862 | 1079 | 11693 |
| 2      | Peter Budaj | B    | 365          | 20152       | 903             | 8513           |   |     |       |      |       |
| 3      | Ján Lašák   | B    | 6            | 267         | 18              | 125            |   |     |       |      |       |

## Nejlepší brankáři slovenska v play off NHL
- Tučně = stále akivní v NHL

| Pořadí | Hráč        | Post | Počet zápasů | Čas na ledě | Obdržené branky | Počet zásahů   |   |    |      |    |     |
| ------ | ----------- | ---- | ------------ | ----------- | --------------- | -------------- | - | -- | ---- | -- | --- |
| Pořadí | Hráč        | Post | Počet zápasů | Čas na ledě | 1               | Jaroslav Halák | B | 30 | 1633 | 65 | 790 |
| 2      | Peter Budaj | B    | 7            | 197         | 17              | 91             |   |    |      |    |     |